# Tarak Dhiab
Tarak Dhiab (en árabe: طارق ذياب‎, Ciudad de Túnez, Protectorado francés de Túnez, 15 de enero de 1954) es un exfutbolista de Túnez que jugaba en la posición de centrocampista. 

## Carrera

### Club
| Periodo   | Club             | Goles |
| --------- | ---------------- | ----- |
| 1972-1978 | ES Tunis         | 43    |
| 1978-1980 | Al-Ahli Saudi FC | 21    |
| 1980-1990 | ES Tunis         | 84    |

### Selección nacional
Jugó para Túnez en 101 ocasiones de 1974 a 1990 y anotó 17 goles; participó en la Copa Mundial de Fútbol de 1978, los Juegos Olímpicos de Seúl 1988, dos ediciones de los Juegos Mediterráneos y dos ediciones de la Copa Africana de Naciones.

## Tras el retiro
Fue el ministro de Juventud y Deportes de Túnez durante el gobierno de Hamadi Jebali, luego pasó a ser analista de fútbol en televisión. También se convirtió en empresario, y en 2004 la revista Réalités reportó que intentó crear un canal de deportes. Trabajó como presentador de televisión y analista deportivo para beIN Sports MENA en Doha, Catar.

## Logros

### Club
- CLP-1 (6): 1975, 1976, 1982, 1985, 1988, 1989
- Copa de Túnez (5): 1978, 1979, 1980, 1986, 1989
- Copa del Rey de Campeones (1): 1983

### Individual
- Futbolista del año en África en 1977.
- Mejor jugador de la Liga Profesional Saudí en 1983.
- Mejor futbolista tunecino del siglo XX.